# حشره‌خوار راد
 حشره‌خوار راد (نام علمی: Sorex raddei) نام یک گونه از سرده حشره‌خوارهای دم‌دراز است.